# João Dutra
João Dutra (1862-1939 ) fue un botánico y pteridólogo brasileño.

## Honores

### Eponimia
- (Asclepiadaceae) Macroscepis dutrae (Malme) Morillo[1]

- (Lomariopsidaceae) Elaphoglossum dutrae Brade[2]

- (Orchidaceae) Acianthera dutrae (Pabst) C.N.Gonç. & Waechter[3]

- (Orchidaceae) Beadlea dutraei (Schltr.) Garay[4]

- (Orchidaceae) Epidendrum dutrai (Pabst) A.D.Hawkes[5]

- (Orchidaceae) Pseudolaelia dutraei Ruschi[6]

- (Thelypteridaceae) Thelypteris dutrae (C.Chr. ex Dutra) Ponce[7]

- La abreviatura «Dutra» se emplea para indicar a João Dutra como autoridad en la descripción y clasificación científica de los vegetales.[8]